# Vice de forme
Ne doit pas être confondu avec vice de procédure.
Pour le livre de Primo Levi, voir Vice de forme (recueil de nouvelles).
En matière civile, le vice de forme est une des raisons invocables par les parties, afin de faire constater par le juge, avant un quelconque débat sur le fond, l'inutilité d'un acte juridique. Dans le cas d'un contentieux juridique ou administratif, il s'agit d'une des causes ou raisons possibles d'annulation de l'acte juridique en cas d’excès de pouvoir. Il sanctionne l'irrespect de l'auteur de l'acte de la procédure et du formalisme, à laquelle les décisions des autorités juridiques doivent se conformer.

## Droit québécois
En droit québécois, dans le chapitre des assurances du livre des obligations, concernant la désignation des bénéficiaires, l'article 2450 al.1 du Code civil du Québec prévoit que « la désignation ou la révocation contenue dans un testament nul pour vice de forme n’est pas nulle pour autant; mais elle l’est si le testament est révoqué ».